# Juan Filomeno Velazco
Juan Filomeno Velazco (Esquina, 9 de julio de 1892 - Córdoba, 29 de diciembre de 1954) fue un militar y político argentino, amigo personal del presidente Juan Domingo Perón, que fue el primer comandante de la Policía Federal Argentina y primer gobernador peronista de la Provincia de Corrientes, entre los años 1949 y 1952.

## Biografía
Ingresó al Colegio Militar de la Nación el 1 de marzo de 1911, y egresó del mismo el 13 de diciembre de 1913 como subteniente del arma de infantería con orden de mérito 30 sobre un total de 64 egresados de la 38° promoción de la mencionada academia de formación de oficiales militares. Durante su estadía en el mismo fue compañero de habitación y amigo personal del cadete Juan Domingo Perón.
Tras pasar por distintos destinos militares, fue secretario del Ministerio de Guerra durante la dictadura de José Félix Uriburu, y posteriormente ocupó un cargo dentro de la Policía de la Capital Federal. Durante la Década Infame ocupó varios puestos administrativos y de mando en el Ejército Argentino.
Era jefe del Regimiento de Infantería 15, con sede en La Rioja cuando estalló la revolución de 1943, por lo cual ocupó el cargo de interventor federal de facto de esa provincia durante un breve período.
En diciembre de ese año de 1943 fue nombrado comandante de la Policía de la Capital Federal, y simultáneamente de la Policía de Seguridad y Judicial de la jurisdicción federal en el interior del país. Por iniciativa del propio Velazco, el 9 de diciembre de 1944 se dictó el decreto número 33.265, por el que ambos cuerpos se unificaban en una nueva institución, la Policía Federal Argentina, con jurisdicción general sobre la Capital Federal, y específica tanto sobre los delitos de jurisdicción federal en las provincias, como sobre las investigaciones judiciales que involucraran jurisdicciones de dos o más provincias.
Poco después fue ascendido al grado de general de brigada. Durante los hechos de octubre de 1945 se negó a reprimir la manifestación que se dirigía desde el conurbano porteño hacia la Plaza de Mayo, exigiendo la libertad del coronel Perón. Esa actitud, muy agradecida por las columnas de manifestantes, permitió el triunfo político de Perón y contribuyó a su candidatura presidencial y su llegada a la presidencia. Perón lo mantuvo en el cargo de jefe de la Policía Federal hasta el 7 de julio de 1947, fecha en que renunció al cargo.
En septiembre de 1947, el Congreso Nacional sancionó la intervención federal de la Provincia de Corrientes, única que no era gobernada por el Partido Peronista, sino por el radical Blas Benjamín de la Vega. Para ocupar ese puesto nombró al general Velazco. Éste ejerció el cargo hasta octubre de 1948, en que renunció para presentar su candidatura a gobernador de la provincia. Fue elegido gobernador en las elecciones celebradas el 5 de diciembre de ese mismo año.
Asumió la gobernación el 12 de marzo de 1949. Era un militar admirador de la disciplina como valor máximo, de inspiración parcialmente integrista y fuertemente identificado como católico. Su poder político emanaba tanto de su cercanía al presidente, como de la identificación con una parte de las clases dirigentes y su carisma personal. Logró organizar un Partido Peronista fuerte y funcional en toda la provincia, incorporando dirigentes radicales, conservadores y peronistas a su esquema político.

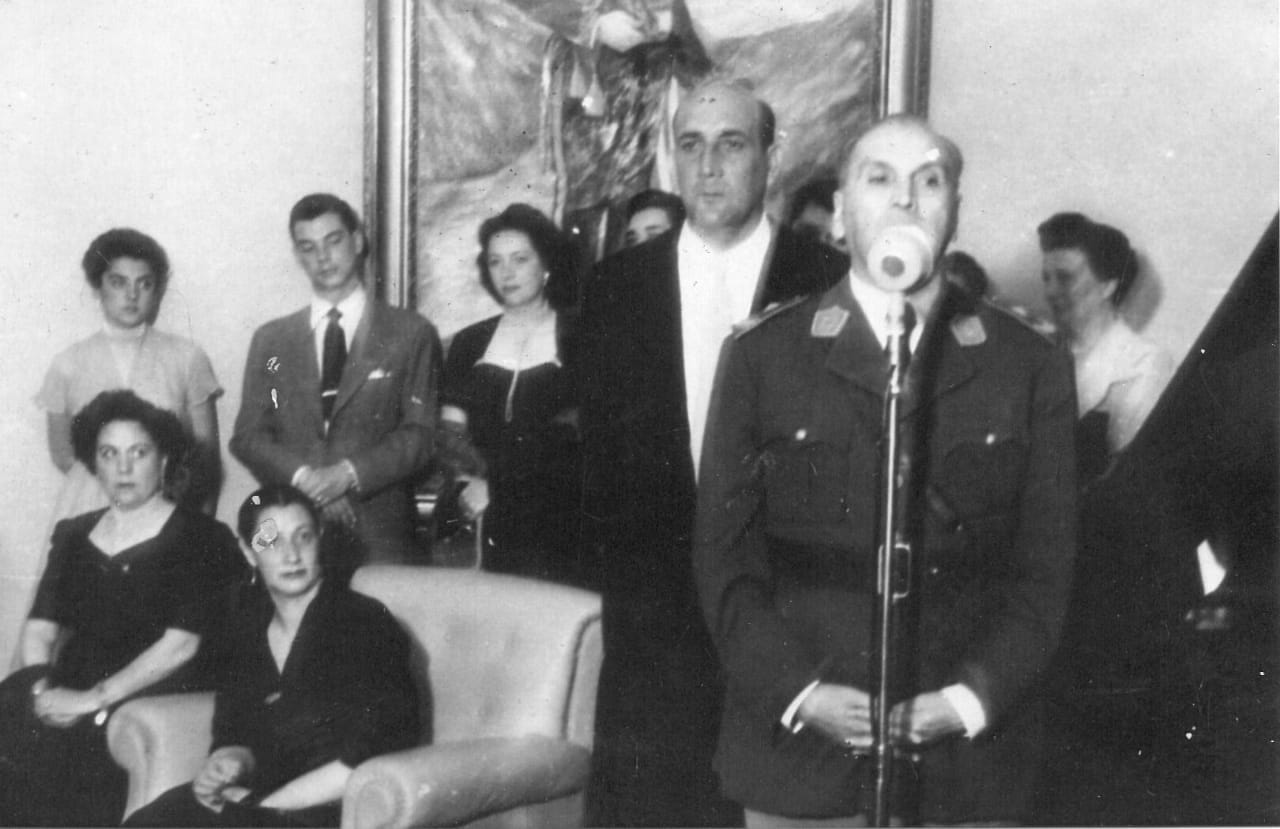
El gobernador Juan Filomeno Velazco y el intendente de Esquina, Don Emilio E. Hansen, el día que se inauguró el edificio de la Municipalidad de Esquina, 17 de octubre de 1950

Durante su mandato se inició una activa política de obras públicas en toda la provincia y en la mayoría de las localidades del interior de la misma. Se completaron los tramos correntinos de las rutas nacionales 12 y 14; y la actual ruta provincial 126. Se construyeron más de 800 viviendas, 18 escuelas en el interior de la provincia, el edificio de la Aduana en la capital y la cárcel de la misma ciudad. Se construyeron una gran cantidad de otras obras de infraestructura.
Entre las reformas administrativas se destacó la reforma de la Constitución provincial, sancionada el 30 de mayo de 1949. Se organizaron las municipalidades y por primera vez funcionaron todos los concejos deliberantes de la provincia. Se fundó el Banco de la Provincia de Corrientes, se modernizó el Poder Judicial de la provincia y se crearon los primeros tribunales fuera de la capital, en las ciudades de Goya y Paso de los Libres. Se creó la Comisión Provincial de cultura.
Se creó la Dirección Provincial de Hospitales, que extendió el sistema sanitario, con la modernización de todos los hospitales y su preparación para la prevención de enfermedades; se crearon algunos hospitales, de los cuales el mayor fue el de Paso de los Libres. Se extendió en gran medida la red de agua potable en todas las localidades del interior.

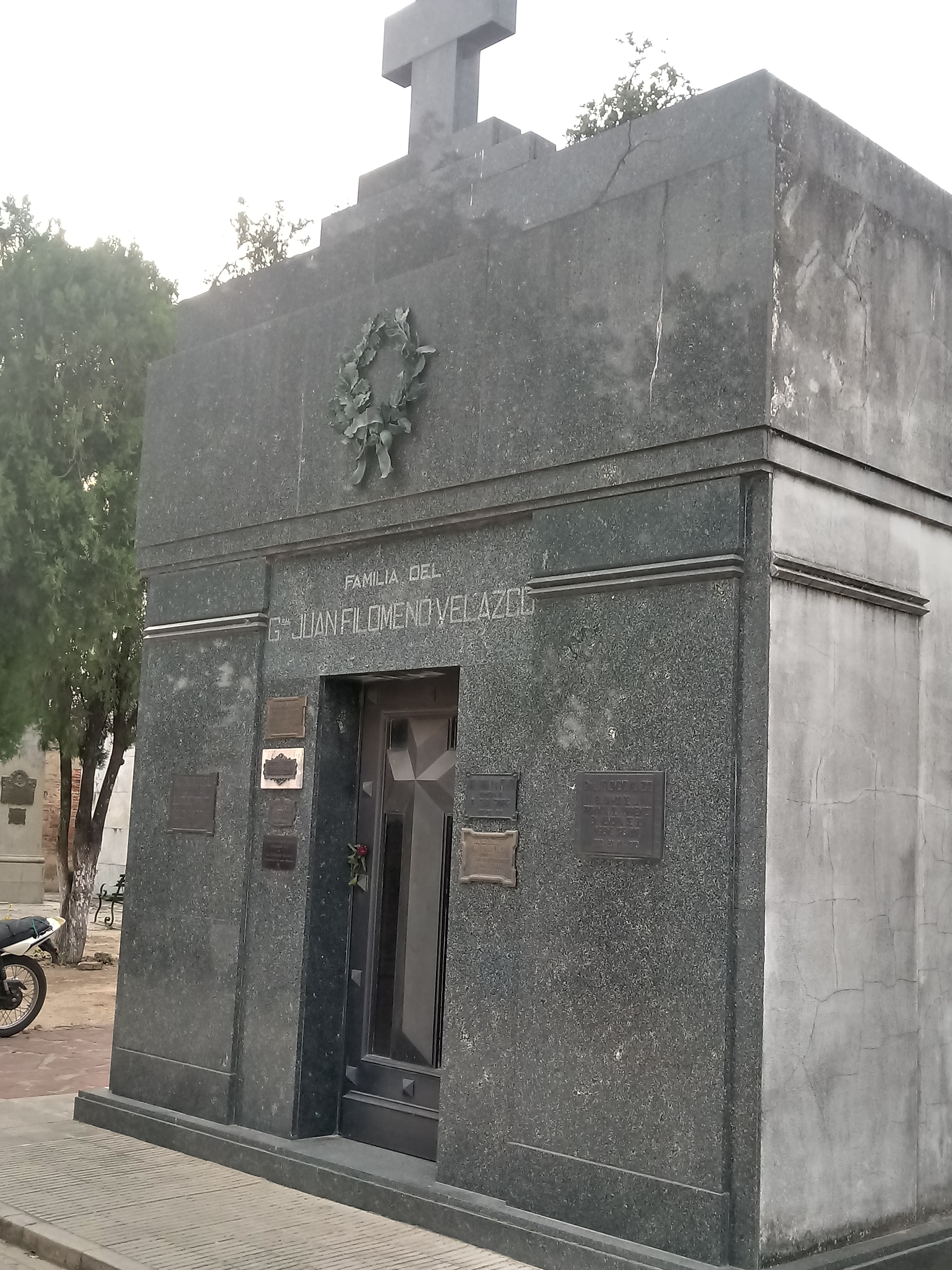
Panteón del General Velazco en el cementerio de Esquina.

Terminó su mandato el 5 de mayo de 1952, fecha en que ya había sido elegido senador nacional, cargo que asumió de inmediato.
A fines de 1954, el presidente Perón le ofreció el cargo de Interventor Federal de la Provincia de Santa Fe, pero Velazco aplazó su respuesta hasta después de una intervención quirúrgica a que debía ser sometido por una enfermedad biliar. Fue operado en la ciudad de Córdoba poco después del día de Navidad, pero debido a complicaciones, falleció el día 29 de diciembre de ese mismo año.
Sus restos fueron trasladados a Buenos Aires para ser velados en el Congreso de la Nación; fue sepultado en el Cementerio de la Recoleta. Años más tarde, a pedido de sus descendientes, fueron trasladados al cementerio de su ciudad natal, Esquina. Una ruta nacional lleva su nombre.